# Ковальський проїзд (Житомир)
Ковальський проїзд — проїзд в Корольовському районі міста Житомир. 

## Розташування
Розташований у завокзальній частині міста. З'єднує вулиці Сергія Параджанова та Пилипа Орлика. 

## Історія
Станом на початок XX століття місцевості за місцем розташування майбутнього проїзду притаманна заболоченість.
Проїзд виник після Другої світової війни на вільних від забудови землях між переважно сформованими до початку Другої світової війни садибами нинішніх вулиць Сергія Параджанова та Пилипа Орлика. Забудова проїзду сформувалася у 1960-х роках.  
У 1996 році провулку надана назва «Кузнєчний проїзд», яка пояснюється тим, що провулок розпочинався від тодішньої Кузнєчної вулиці. 
У 2022 році уточнено назву проїзду відповідно до українського правопису.